# Centro médico canadiense de Hargeisa
El Centro médico canadiense de Hargeisa es un centro médico y de investigación ubicado en Hargeisa, capital del territorio independiente de facto de Somalilandia (Reclamado por Somalia). Fue fundado en 1999 y es uno de los centros médicos más eminentes del país. Consiste en una clínica ambulatoria, un centro de diagnóstico, laboratorio médico y una farmacia.
Todos los médicos que trabajan en el Centro Médico Hargeisa canadiense fueron entrenados en Italia y o Canadá.
El hospital es conocido por sus esfuerzos humanitarios, como los que ofrece con atención médica gratuita los lunes y jueves a las familias de ingresos bajos o nulos.